# The Gamechangers
Ne doit pas être confondu avec le documentaire The Game Changers.
Pour plus de détails, voir Fiche technique et Distribution.
The Gamechangers est un téléfilm britannique de type docufiction, produit par la BBC, sorti en 2015.

## Synopsis
Le film raconte la bataille juridique entre Sam Houser, directeur de Rockstar Games et créateur de Grand Theft Auto, et l'avocat Jack Thompson au sujet de la violence du jeu vidéo.

## Fiche technique
- Titre : The Gamechangers
- Réalisation : Owen Harris
- Production : Jim Spencer
- Musique : Vince Pope
- Photographie : Gustav Danielsson
- Pays d'origine : Royaume-Uni
- Genre : Documentaire
- Durée : 90 minutes
- Première diffusion : 2015

## Distribution
- Daniel Radcliffe : Sam Houser
- Bill Paxton : Jack Thompson
- Joe Dempsie : Jamie King
- Ian Attard : Dan Houser
- Fiona Ramsay : Patricia Thompson
- Inge Beckmann : Michelle Gerilikos
- Alex McGregor : Bridjet
- D. David Morin	: le juge Moore
- Thabo Rametsi : Devin Moore